# Minotaure
Pour les articles homonymes, voir Minotaure (homonymie) et Astérion.
Dans la mythologie grecque, le Minotaure est un monstre fabuleux au corps d'un homme et à tête d'un taureau ou mi-homme et mi-taureau.
Né des amours de Pasiphaé (épouse du roi Minos) et d'un taureau blanc envoyé par Poséidon, il est enfermé par Minos dans le labyrinthe. Situé au centre de la Crète, le labyrinthe est construit spécialement par Dédale afin que le Minotaure ne puisse s'en échapper et que nul ne découvre son existence. Tous les neuf ans, Égée, roi d'Athènes, sera contraint de livrer sept garçons et sept filles au Minotaure qui se nourrira de cette chair humaine. Thésée, fils d’Égée, sera volontaire pour aller dans le labyrinthe et tuera le monstre.
Minos était devenu roi grâce à Poséidon en échange du sacrifice d'un superbe taureau tout blanc. Mais Minos avait sacrifié une autre bête. Vexé, Poséidon rendit la femme de Minos amoureuse du taureau. Le Minotaure sera tué grâce à l'aide d'Ariane, qui rêvait d'épouser Thésée, lui donnant une pelote de fil afin qu'il retrouve son chemin dans le labyrinthe. Mais, une fois le Minotaure tué, Thésée oubliera aussitôt Ariane.
Dans les textes anciens, le minotaure porte aussi le nom d’Astérios, ou Astérion, du nom du roi de Crète Astérion à qui Zeus avait confié Minos, fruit de son union avec Europe.
Au niveau symbolique, le minotaure représente l'homme dominé par ses  pulsions instinctives. C'est une figure très connue du bestiaire thérianthropique grec, qui a été reprise dans de très nombreuses œuvres, à la fois dans l'art, la littérature, le cinéma, le jeu de rôle et le jeu vidéo.

## Étymologie
Le mot « Minotaure » est issu du grec ancien Μινώταυρος / Minốtauros, qui signifie « le taureau de Minos ». Ce mot est formé étymologiquement de Μίνως / Mínôs et du nom ταύρος / taúros, « taureau ». Le taureau était connu en Crète sous le nom d'« Astérion », un nom qu'il partage avec Astérion, le père nourricier de Minos.

## Mythe
Le mythe du Minotaure est rapporté par les auteurs gréco-romains : Apollodore et Hygin détaillent la conception du monstre et sa mort. Virgile et Ovide évoquent le mythe brièvement.

### Naissance

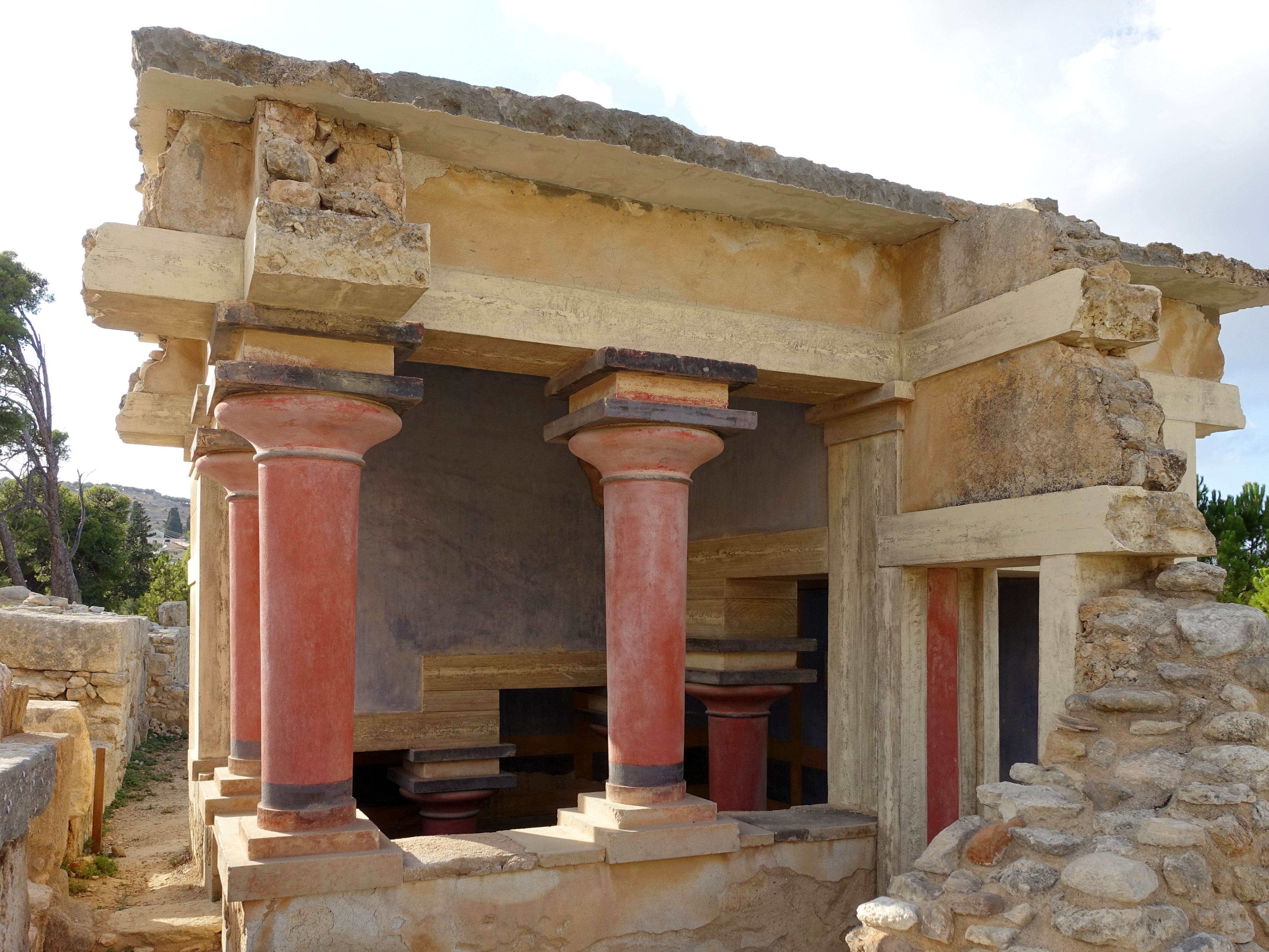
Le palais de Cnossos pourrait être à l'origine du mythe du labyrinthe selon certains archéologues.

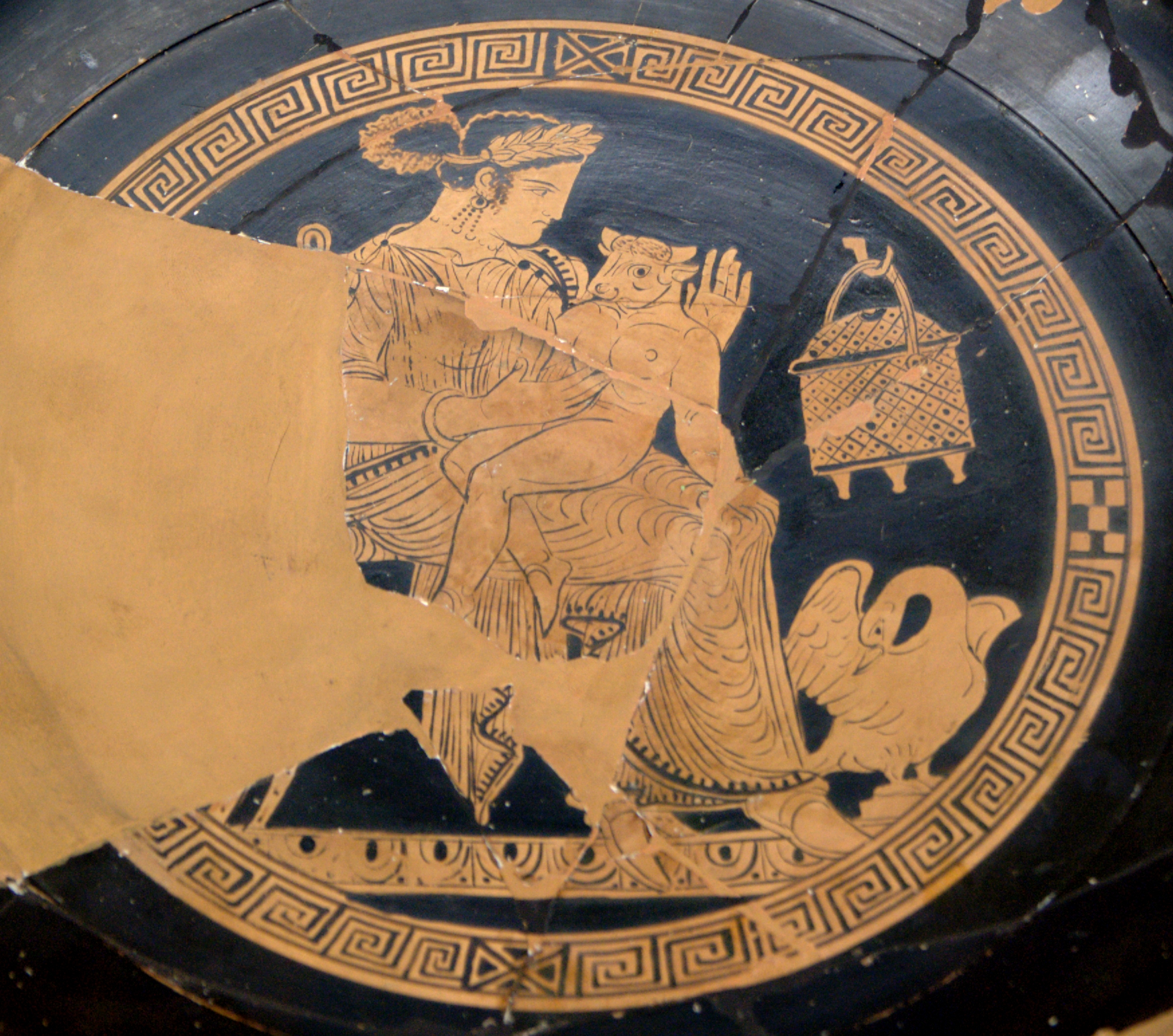
Pasiphaé et le Minotaure. Kylix attique à figures rouges, 340-320 av. J.-C., Cabinet des médailles de la Bibliothèque nationale de France.

Le pseudo-Apollodore raconte dans sa Bibliothèque la conception du monstre :

« Le roi de Crète Astérion étant mort sans enfants, on refusa à Minos le royaume auquel il prétendait. Il fit donc croire qu'il avait reçu la royauté de la part des dieux, et pour le prouver, ajouta qu'il obtiendrait la réalisation de n'importe laquelle de ses prières. Il implora Poséidon de lui offrir un superbe animal qu'il lui sacrifierait. Alors qu'il priait, Poséidon fit surgir des profondeurs et sortir des flots un magnifique taureau blanc (le taureau crétois).
Minos obtint ainsi le trône, cependant, il trouvait l'animal si beau qu'il décida de tromper le souverain des mers en mettant le taureau dans son cheptel et d'en sacrifier un autre. Minos obtint assez rapidement le contrôle des mers autour de son île mais Poséidon, irrité qu'il n'ait pas honoré sa parole, rendit le taureau sauvage et fit naître en Pasiphaé, originaire d'Axos, la femme de Minos, une passion pour lui. Devenue folle amoureuse du taureau, Pasiphaé trouva un complice en la personne de Dédale, un architecte qui avait été exilé d'Athènes pour meurtre. Celui-ci construisit une vache de bois qu'il mit sur des roues, en creusa l'intérieur, puis il y ajouta la peau d'une vache qu'il venait de dépecer, et, l'ayant placée dans une prairie où le taureau avait coutume de paître, près de Gortyne, il y fit entrer Pasiphaé. Le taureau arriva et s'accoupla avec elle comme si elle était une véritable vache. Pasiphaé donna ainsi naissance à Astérios, ou Astérion, qu'on appelle le Minotaure : il avait la tête d'un taureau et le reste du corps d'un homme.
Suivant les conseils de ses oracles, Minos enferma ce monstre dans une prison construite tout exprès par Dédale, le Labyrinthe. Avec son enchevêtrement de méandres, il était impossible pour le Minotaure de trouver la sortie. »

L'essence du mythe de la naissance du minotaure a été exprimée de manière très succincte dans les Héroïdes attribuées à Ovide, où la fille de Pasiphaé se plaint de la malédiction de l'amour non partagé de sa mère : « Le taureau est la forme déguisée d'un dieu, Pasiphaé, ma mère, victime de cette illusion, a enfanté dans la douleur ».
Selon certaines interprétations, la version plus connue du mythe aurait peut-être été intentionnellement créée pour occulter l'aspect d'un mariage mystique entre la reine et un dieu à forme de taureau.
Le minotaure, tel que les anciens Grecs l'imaginaient, avait le corps d'un homme avec la tête d'un taureau. Pasiphaé s'en occupa alors qu'il était petit, mais il grandit vite et devint féroce. Minos, après avoir demandé conseil à l'oracle de Delphes, ordonna à Dédale la construction du gigantesque labyrinthe pour l'enfermer.

### Combat avec Thésée

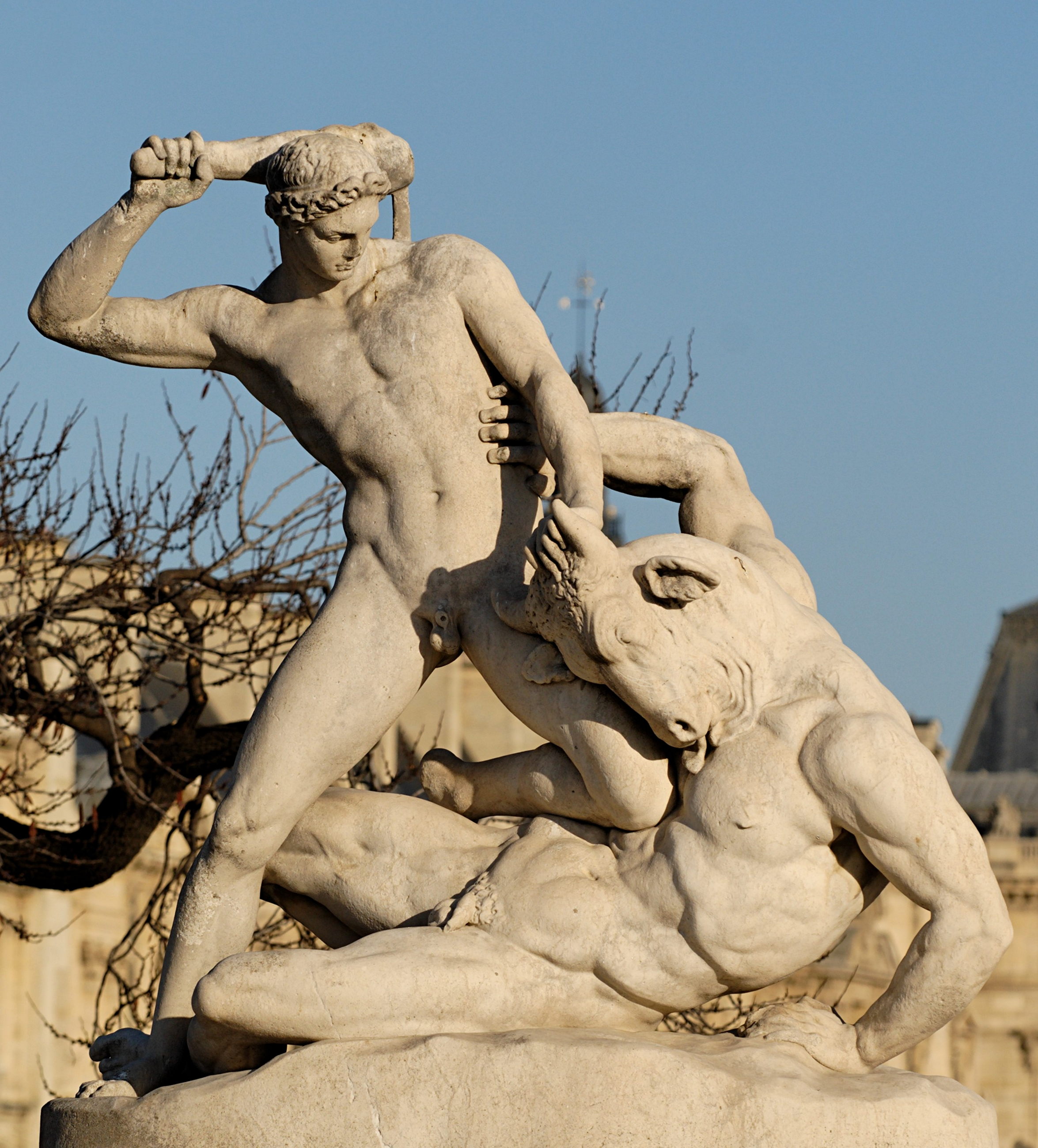
Thésée affrontant le Minotaure, d'après une sculpture de Jules Ramey, marbre, 1826, exposée au jardin des Tuileries, à Paris.

Le combat de Thésée contre le Minotaure reflète la quête du héros pour dépasser ses pulsions inférieures. Il doit parcourir le labyrinthe de son inconscient pour vaincre à l'intérieur de lui-même sa nature animale.
Le combat du Minotaure avec Thésée est détaillé par Apollodore :

« Tous les neuf ans (ou chaque année selon Virgile), sept jeunes garçons et sept jeunes filles étaient envoyés en sacrifice en Crète, en expiation du meurtre d'Androgée, fils de Minos, par Égée, roi d'Athènes. Une année, Thésée, le propre fils d'Égée, fut tiré au sort (ou embarqua de son plein gré) parmi les jeunes gens destinés au sacrifice. En arrivant en Crète, Thésée rencontra Ariane, la fille de Minos, qui tomba amoureuse de lui et à qui il promit le mariage. Sachant ce qui l'attendait, elle lui donna une bobine de fil afin qu'il la déroulât dans le labyrinthe et pût retrouver son chemin s'il ressortait vivant du combat. Thésée trouva le Minotaure, le tua, à mains nues selon Apollodore et retrouva son chemin dans le labyrinthe grâce à la bobine déroulée. »

### Autres mentions du mythe
Virgile, dans l’Énéide, évoque rapidement le mythe :
« In foribus letum Androgeo; tum pendere poenas
Cecropidae iussi — miserum! — septena quotannis
corpora natorum; stat ductis sortibus urna.
Contra elata mari respondet Gnosia tellus:
hic crudelis amor tauri, suppostaque furto
Pasiphae, mixtumque genus prolesque biformis
Minotaurus inest, Veneris monumenta nefandae;
hic labor ille domus et inextricabilis error. »
— Virgile, Énéide, chant VI, vers 20 à 27,

« Sur les portes figure la mort d'Androgée ; à l'époque, un châtiment
fut imposé aux Cécropides, qui — ô malheur ! — sacrifiaient chaque année
sept de leurs fils ; l'urne est dressée pour le tirage au sort.
En face, la terre de Gnosse, qui émerge de la mer, y fait pendant :
ici une passion cruelle pour un taureau, la fourbe substitution
de Pasiphaé et, race mêlée, descendance difforme,
voilà le Minotaure, monument d'une Vénus monstrueuse,
enfin l'œuvre fameuse, le palais aux détours inextricables. »
— Énéide, chant VI, vers 20 à 27,
Hygin, dans ses Fables, reprend aussi les épisodes de la légende, la conception du Minotaure par Pasiphaé et sa mort de la main de Thésée.
Les Métamorphoses d'Ovide comprennent également un bref récit de ce mythe.

### Point de vue étrusque
Le mythe du Minotaure est vu d'un point de vue essentiellement athénien comme l'antagoniste de Thésée et les sources littéraires sont biaisées puisqu'elles sont toutes en faveur des perspectives d'Athènes. Les Étrusques ont une version différente du mythe puisqu'ils font d'Ariane l'épouse de Dionysos. Thésée, lui se contente d'épouser Phèdre, sa sœur, et de déposer Ariane sur l'île de Dia, soit de son propre chef, soit avec son assentiment...
Le point de vue étrusque offre une alternative au mythe du Minotaure, jamais vue dans l'art grec : sur une tasse de vin à figures datée du début du IVe siècle av. J.-C., Pasiphaé enserre tendrement le Minotaure enfant sur ses genoux.

## Symbolique et origine

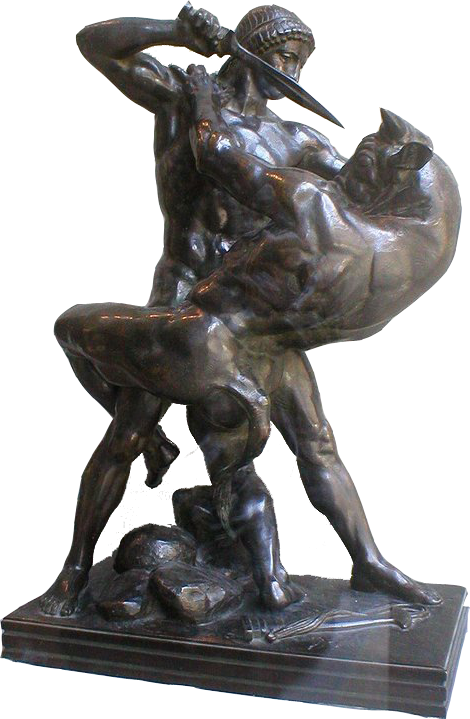
Thésée tuant le Minotaure, par Barye.

Selon Jorge Luis Borges, la figure du Minotaure est née du culte du taureau et de la double hache (labrys, qui aurait donné le mot labyrinthe) qui était fréquent dans la religion préhellénique qui célébrait aussi des tauromachies sacrées. Des peintures murales représentant des hommes à tête de taureau ont été retrouvées, et cette créature aurait pu faire partie de la démonologie crétoise. L'histoire du minotaure serait alors une version « tardive et maladroite » de mythes beaucoup plus anciens et de « songes effrayants ». L'image du minotaure est presque indissociable de celle du labyrinthe, toujours selon l'interprétation de Borges, parce que l'idée d'une maison bâtie pour que les gens s'y perdent est aussi étrange que celle d'un homme à tête de taureau, et qu'il est normal qu'au centre d'une maison monstrueuse vive un habitant monstrueux. Ainsi, pour Vincent Message, « l’architecture hors-norme du labyrinthe répond à la nature hybride du Minotaure, leurs monstruosités se correspondent. »
La lutte entre Thésée et le Minotaure a souvent été représentée dans l'art grec. Un didrachme cnossien présente sur une face le labyrinthe, sur l'autre le minotaure entouré d'un demi-cercle avec de petites billes figurant probablement des étoiles, sans doute en relation avec l'autre nom du Minotaure, Astérion, qui signifie « petite étoile » (de l'étymon aster signifiant « étoile », associé au suffixe -ion, qui en fait un diminutif).
Les ruines du palais minoen de Cnossos, avec son nombre très élevé de chambres, d'escaliers et de couloirs, a amené certains archéologues à croire que le palais lui-même était à l'origine du mythe du labyrinthe ; d'autres localisations ont aussi été proposées : à Gortyne, à Skotinou et à Agía Iríni.
Certains mythologues[Qui ?] modernes voient le Minotaure comme une personnification solaire et une adaptation minoenne du Baal-Moloch des Phéniciens. Le meurtre du Minotaure par Thésée, dans ce cas, indique la rupture des relations athéniennes avec la Crète minoenne.
Selon Arthur Bernard Cook, Minos et le Minotaure ne sont que deux formes différentes du même personnage représentant le dieu-soleil des Crétois, où le soleil apparaît comme un taureau. James George Frazer et lui expliquent l'union de Pasiphaé avec le taureau comme une cérémonie sacrée lors de laquelle la reine de Cnossos était mariée à un dieu de forme taurine, tout comme l'épouse du tyran d'Athènes était mariée à Dionysos. E. Pottier, qui ne conteste pas la personnalité historique de Minos, compte tenu de l'histoire de Phalaris, estime qu'il est probable qu'en Crète (où un culte du taureau pourrait avoir existé à côté de celui de la labrys), les victimes étaient tourmentées en étant enfermées dans le ventre d'un taureau d'airain. L'histoire de Talos, l'homme crétois de bronze, qui se chauffait à vif et serrait les étrangers dans ses bras dès qu'ils débarquaient sur l'île, est probablement de la même origine.
Une explication historique du mythe serait une illustration de la relation de dépendance de la Grèce continentale par rapport à la Crète minoenne au cours du deuxième millénaire av. J.-C.

## Évocations artistiques

### Littérature

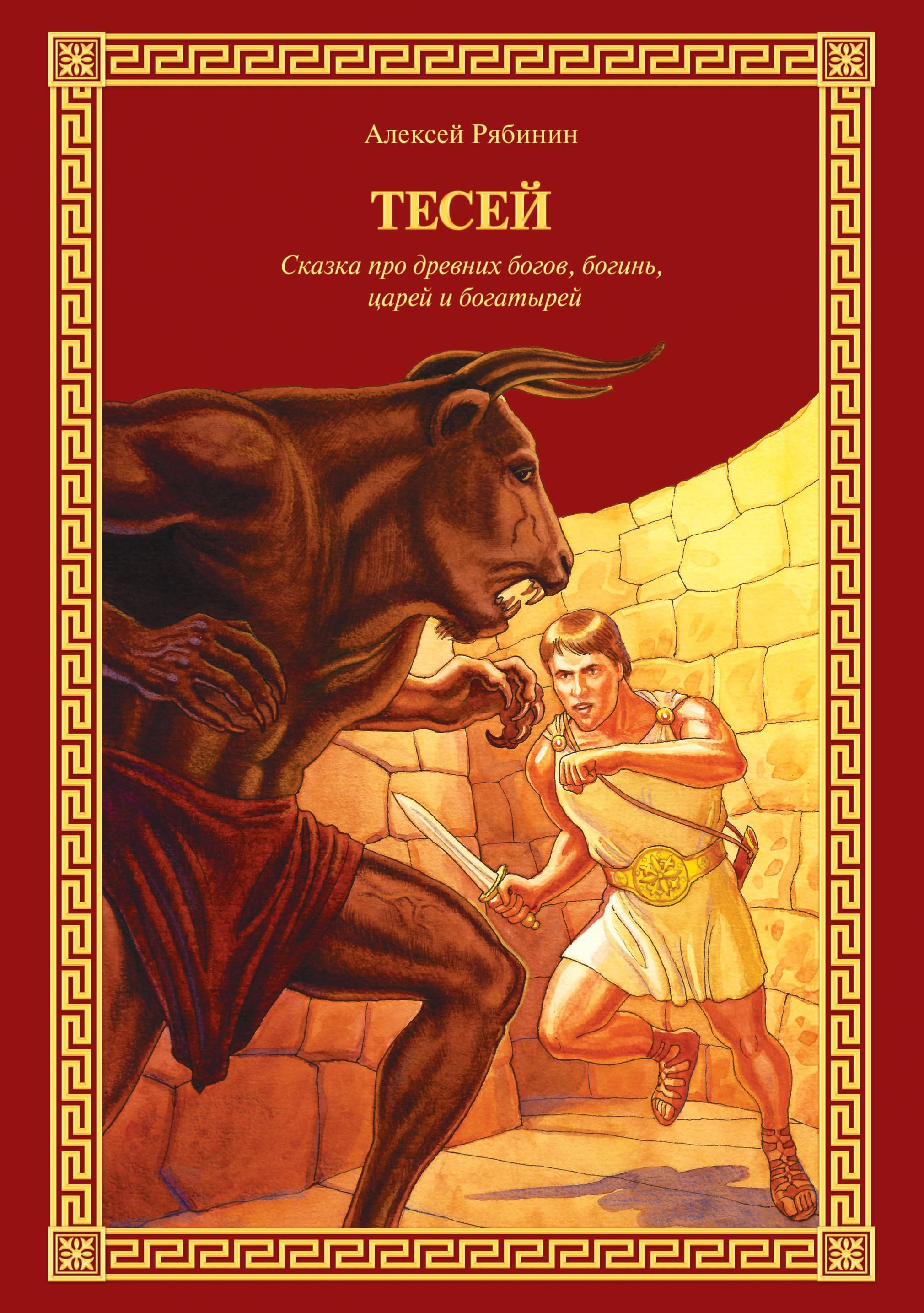
Couverture du livre Thésée d'Alekseï Ryabinin, figurant le Minotaure et Thésée.

La littérature s'est aussi emparé du sujet, faisant de la recherche du Minotaure au fond du labyrinthe une épreuve initiatique visant à détruire le monstre bestial qui se cache en chacun de nous. Dante, dans son Enfer, imagina le minotaure avec un corps de taureau et une tête d'homme, probablement parce qu'il connaissait les anciens textes, mais pas leurs représentations artistiques.
Jorge Luis Borges, dans sa nouvelle La Demeure d'Astérion (dans L'Aleph), réécrit le mythe en faisant du Minotaure un être innocent quoique apparaissant quelque peu monstrueux et se laissant tuer par un Thésée relégué au rang de personnage secondaire, décrit dans le monologue du Minotaure comme un sauveur venu le délivrer.
Friedrich Dürrenmatt a lui aussi réécrit le mythe du Minotaure, en en faisant une parodie, dans la Ballade du Minotaure. Dürrenmatt a inversé les caractères des personnages, faisant de Thésée un assassin et décrivant le Minotaure comme un être doux, solitaire et sensible.
Dans la nouvelle « Le Minotaure de Fort Bull » (insérée dans le recueil La Chasse Sauvage du colonel Rels), Armand Cabasson met en scène une version métaphorique du mythe du Minotaure durant la Guerre de Sécession.
Dans La maison des feuilles de Mark Z. Danielewski, paru en 2000, un des narrateurs, Zampanò, élabore une théorie dite du Minotaure selon laquelle la maison dont il est question dans le roman serait une sorte de labyrinthe abritant un monstre. Ces passages apparaissent rayés, Zampanò les ayant lui-même supprimés.
Alors que le Minotaure n'a longtemps été qu'un faire-valoir du héros, il se trouve ainsi revalorisé à partir du XXe siècle.
De 2008 à 2010, l’écrivaine américaine Suzanne Collins rédige une trilogie de romans de science-fiction intitulée Hunger Games, qui s’inspire librement du mythe du Minotaure. Elle imagine un univers futuriste constitué de différents districts. Ces derniers sont contraints par un pouvoir oppressif d'envoyer chaque année un jeune garçon et une jeune fille afin qu’ils aillent se battre dans une immense arène et s'entre-tuent jusqu'au dernier survivant. Le rôle de Thésée est alors repris sous les traits d’une jeune femme, nommée Katniss Everdeen.

### Art antique, arts plastiques et peinture
La bataille entre Thésée et le Minotaure est un sujet fréquent dans l'art antique, particulièrement sur la céramique, mais aussi dans la statuaire avec le groupe de Thésée combattant le Minotaure dû à Myron. Les arts plastiques occidentaux s'en sont aussi fait l'écho, notamment : Rodin, Minotaure ; Picasso, Thésée tuant le Minotaure, La Minotauromachie, la Suite Vollard ; René Iché, Minotaure ou Thésée tuant le Minotaure.

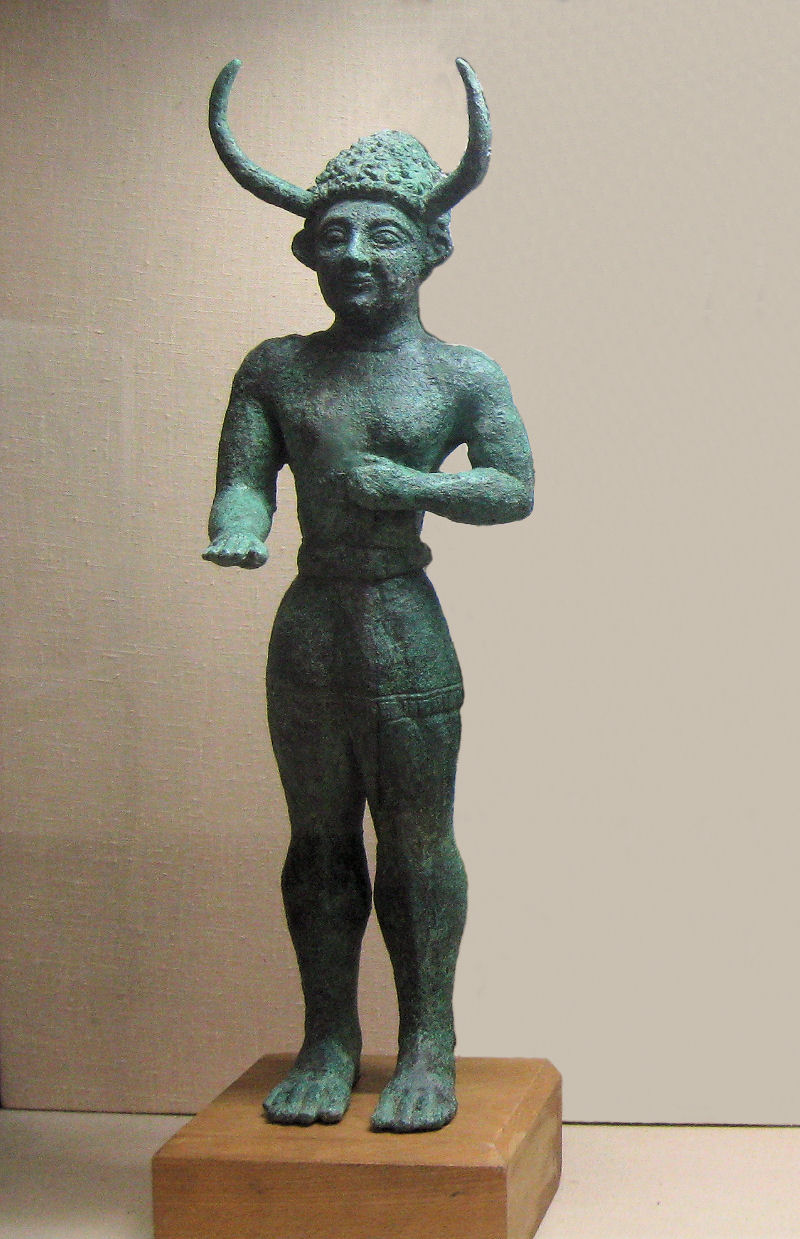
Figurine représentant un homme à cornes de taureaux, retrouvée à Enkomi, en Chypre.
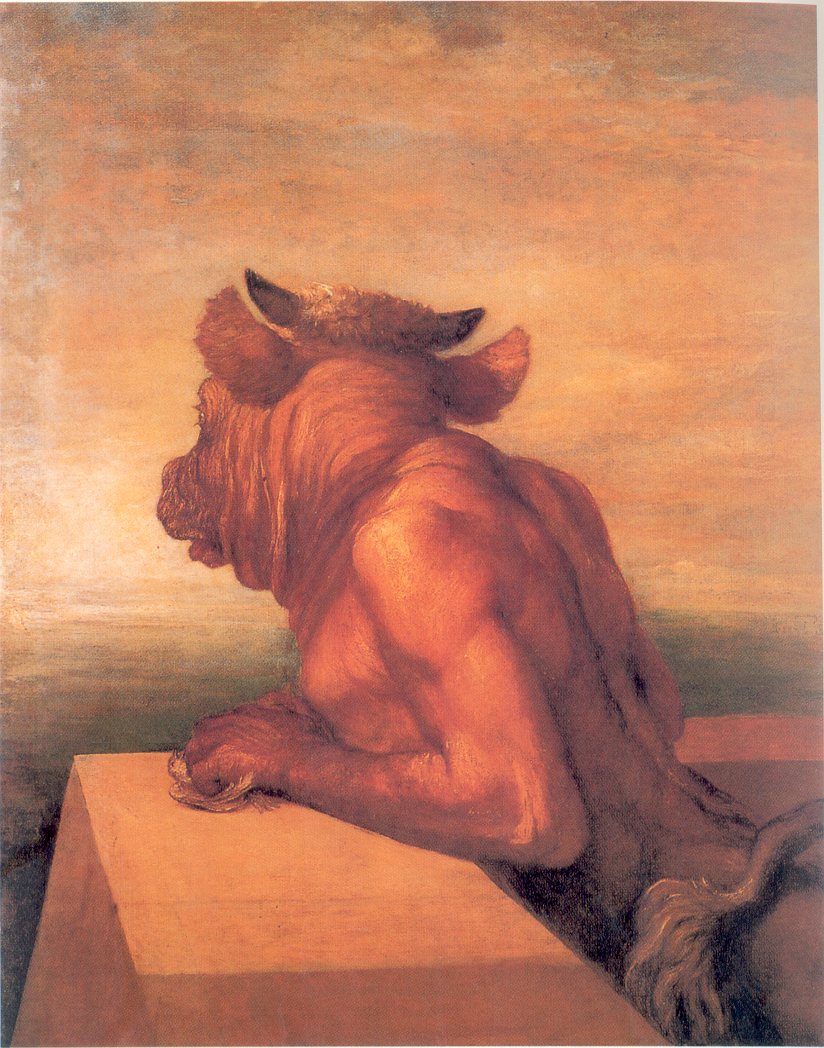
Peinture du Minotaure par George Frederic Watts (1817-1904), qui a inspiré la nouvelle « La Demeure d'Astérion » de Jorge Luis Borges.
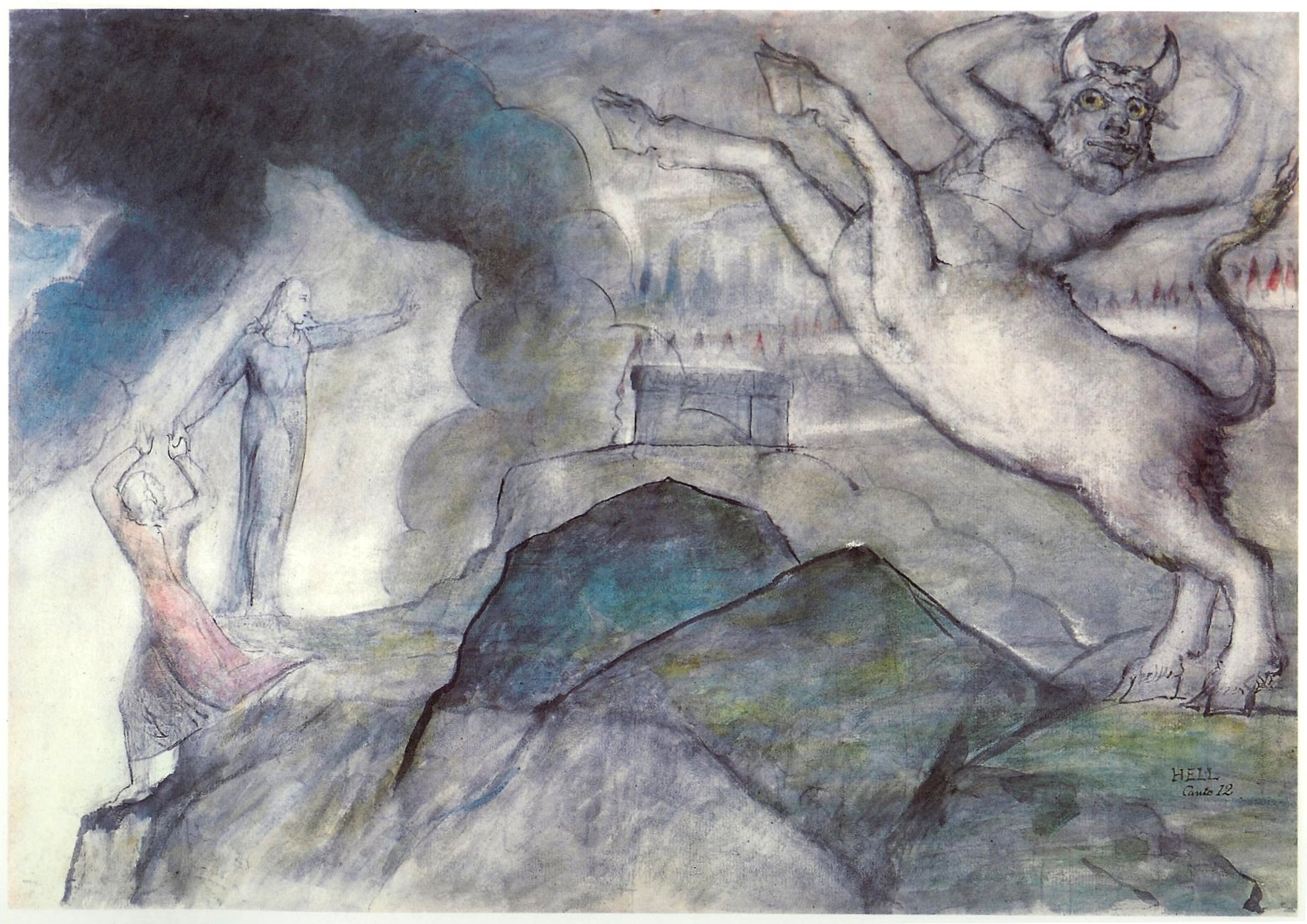
Minotaure dans l’Enfer de Dante, par William Blake.
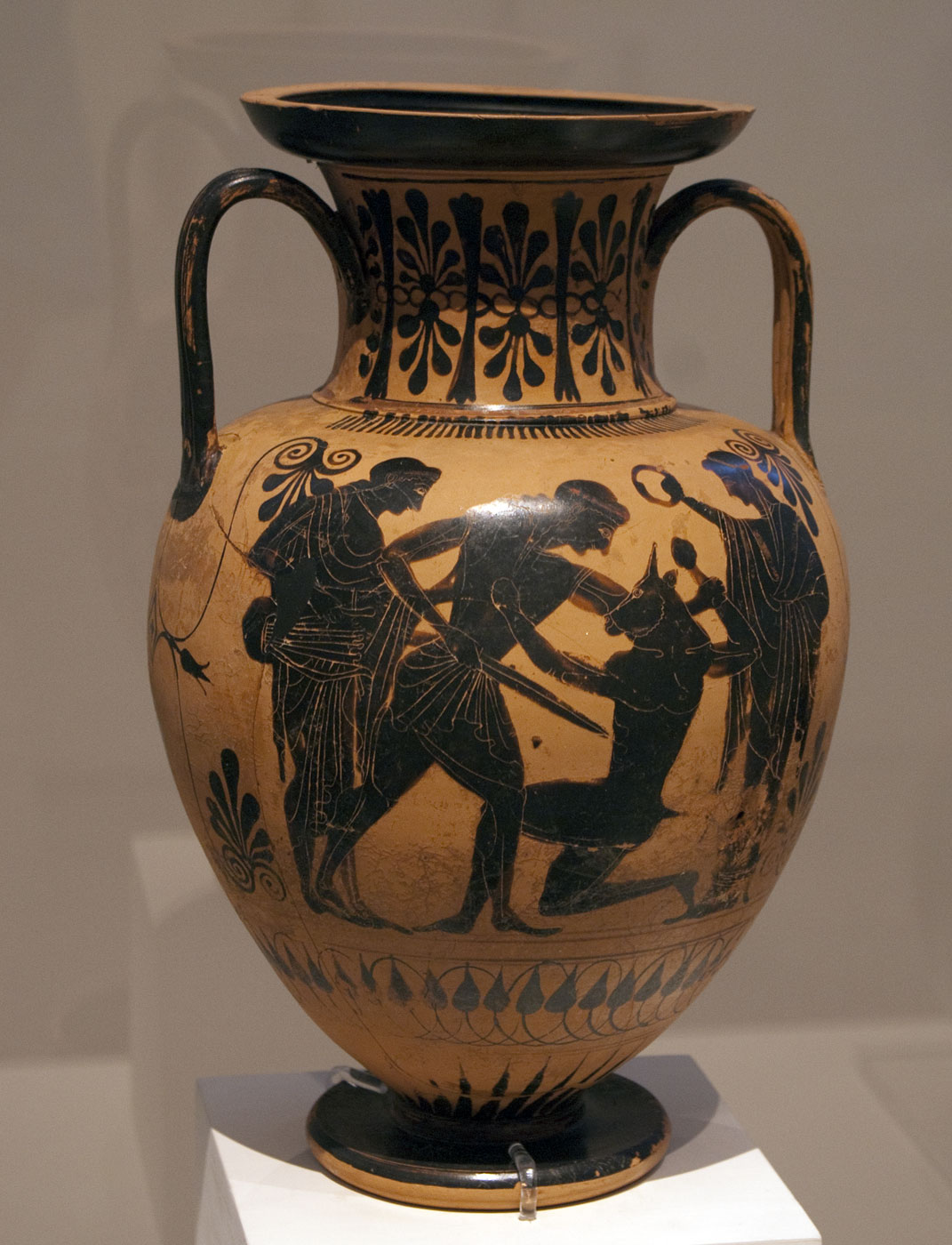
Thésée tuant le Minotaure. Cratère à figures noires. Vers 480 av. J.-C.
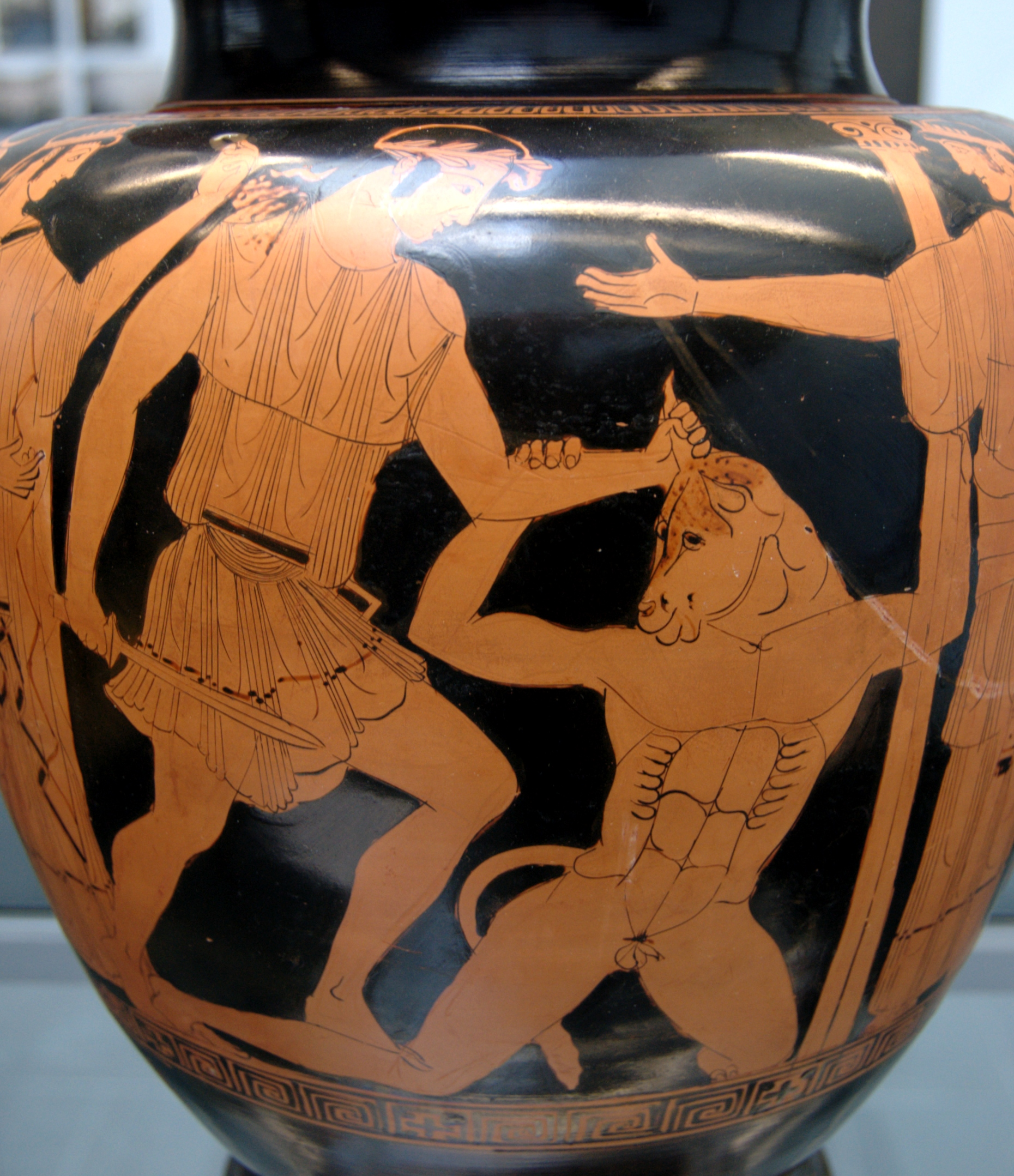
Thésée et le Minotaure, détail d'un stamnos attique à figures rouges par le Peintre d'Altamura, v. 460 av. J.-C., Staatliche Antikensammlungen de Munich.

## Dans la culture populaire

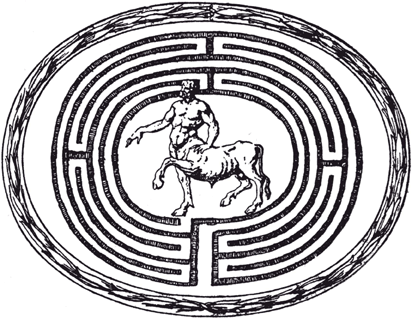
Le Minotaure dans le labyrinthe. Gravure d'une gemme du XVI de la Collection Médicis au Palazzo Strozzi, à Florence. Sur cette illustration la créature est représentée sous la forme d'un bucentaure et non d'un minotaure.

### Cinéma
- Le film Shining (1980) serait, selon certaines interprétations[32], une allégorie du labyrinthe, dans lequel le Minotaure est personnifié au travers du personnage de Jack.
- Dans Les Légendes grecques de Jim Henson (1990)[33], le Minotaure est montré comme triste et affligé de sa condition. Ariane, sa demi-sœur, a honte de lui et veut à la fois qu'il meure et qu'il survive.
- Dans Le Monde de Narnia : Le Lion, la Sorcière blanche et l'Armoire magique (2005) et Le Monde de Narnia : Le Prince Caspian (2008), il est possible de voir de nombreux minotaures tels que le général Otmin dans le premier film.
- Dans Les Immortels (2011), Thésée affronte le Minotaure. Au contraire de celui de la mythologie grecque, le Minotaure du film est un farouche guerrier humain portant un heaume en forme de taureau.
- Dans La Colère des Titans (2012), le Minotaure induit des hallucinations à ses victimes dans le labyrinthe.

### Dessin animé
- Dans la série Ulysse 31, le Minotaure apparaît dans l'épisode « Le Labyrinthe du Minotaure ».
- Dans la série Papyrus, il apparaît dans l'épisode « Le Labyrinthe ».
- Dans la série La petite Olympe et les Dieux, le Minotaure apparaît dans l'épisode « Le Minotaure ».

### Bande dessinée
- Dans Les Petits Mythos de Christophe Cazenove et Philippe Larbier, Totor le Minotaure et ses amis les dieux de l'Olympe habitent dans le labyrinthe de Dédale.
- Dans Papyrus, le Minotaure apparaît dans l'album « Le Labyrinthe ».

### Musique
- « Le Minotaure », chanson de l'album La Louve de Barbara.

### Jeux vidéo
- Dans World of Warcraft, les Tauren, une des races jouables, est basée sur le Minotaure.
- Dans la série God of War, le héros Kratos devra affronter de nombreux Minotaures.
- Dans Dofus, le « Minotoror » peut être affronté dans son donjon/labyrinthe. Le jeu comprend toute une famille de monstres appelés « Taures » présentant un aspect similaire de bovidés bipèdes.
- Dans Assassin's Creed Odyssey, le Minotaure est l'une des créatures gardiennes d'un fragment d'éden.
- Dans la série Heroes of Might and Magic, le Minotaure est une créature classique. Recrutés dans des labyrinthes, ils sont dans la faction des créatures souterraines. Dans l'épisode 4, ils sont avec le Chaos et dans les suites, ils sont avec les elfes noires. Ils combattent leurs ennemis avec une grosse hache.
- Dans Herc's Adventures, le héros doit affronter le Minotaure dans son labyrinthe et rapporter la tête de ce dernier au dieu Poséidon.
- Dans Legendary, le héros devra affronter quelques minotaures, qui comptent parmi les ennemis les plus puissants du jeu.
- Dans Hades, le héros Zagreus doit affronter le minotaure Astérion et le prince Thésée en même temps.

### Jeux de société
- En 2009, la société Lego sort le jeu de société Minotaurus basé sur Thésée et le Minotaure[34].
- Dans le jeu de cartes à collectionner Magic : L'Assemblée, des créatures de type minotaure apparaissent périodiquement.

### Spectacle de rue
- Dans le spectacle de rue organisé par La Machine en 2018 à Toulouse[35], la créature mécanique monumentale: le « Minotaure » Astérion est fondé sur un imaginaire non canonique de la représentation antique du Minotaure (corps d'homme et tête de taureau) mais est plutôt une création hybride mêlant le Minotaure pour la tête de taureau et le buste d'homme, le Centaure pour le cheval à buste d'homme et un Pégase pour le cheval ailé.